# Ponerorchis joo-iokiana
Espèce
Classification phylogénétique
Synonymes
- Ponerorchis joo-iwokiana (Makino) Nakai[1]
- Chusua joo-iokiana (Makino) P.F.Hunt[1]
- Orchis joo-iokiana Makino[1]
- Orchis matsumurana Schltr.[1]

Ponerorchis joo-iokiana est une espèce de plantes à fleurs de la famille des Orchidaceae. C'est une plante pérenne endémique du Japon, découverte à Nikkō dans la préfecture de Tochigi, au tout début du XXe siècle.

## Nom vernaculaire
- Nyohōchidori[n 1], Japon[2] ;
- Nyohō plover orchid, monde anglophone.

## Description
Ponerorchis　joo-iokiana est une plante terrestre à feuilles vert tendre (d'une à trois feuilles par tige), oblongues de 3 à 8 cm de long pour 6 à 20 mm de largeur. Sa hauteur varie de 10 à 30 cm. Ses fleurs, de couleur mauve ou pourpre pâle, s'épanouissent en juillet et août,.

## Découverte
En juillet 1900, Ioki Bunsai (1863 - 1906), un artiste peintre de l'école Yō-ga, formé auprès de Takahashi Yuichi, et un de ses amis, l'avocat Jō Kazuma (1864 - 1924）, se rendent sur les pentes du mont Nyohō pour cueillir des plantes. De leur promenade en montagne, ils ramènent une espèce inconnue d'orchidée. Celle-ci est enregistrée sous le nom de Nyohōchidori, puis, en 1902, décrite et nommée Orchis joo-iokiana par le botaniste japonais Tomitarō Makino de l'université impériale de Tokyo.

## Localisation
Cette espèce est strictement endémique du Japon. Elle se rencontre dans des zones humides de montagne (étage subalpin à alpin). Plante emblématique de la préfecture de Tochigi, où elle peuple notamment les pentes des monts Nantai et Nyōhō dans le parc national de Nikkō, son habitat s'étend dans la région du Chūbu (les Alpes du Sud) et le Nord du Kantō, sur l'île principale de l'archipel japonais : Honshū,.

## Liste des variétés
Selon Tropicos (14 avril 2017) :
- variété Ponerorchis joo-iokiana var. coreana (Ohwi) Soó.

## Protection
Cette espèce relativement rare est protégée au Japon. Elle figure en effet sur la liste des plantes menacées de disparition du ministère de l'Environnement,.